# Antonio Brizzi
Antonio Maria Romano Brizzi (Goirle, 15 juli 1953 – Moergestel, 26 april 1994), bijgenaamd Falconetti en D'n Brizzi, was een Nederlands misdadiger.

## Biografie
Brizzi werd geboren op 15 juli 1953 in het Noord-Brabantse Goirle als vijfde kind in een arbeidersgezin. Zijn grootvader was Italiaan. Nadat hij de lagere school had voltooid begon Brizzi een opleiding tot stratenmaker, maar hij maakte deze niet af. In de jaren 70 werd hij beschuldigd van betrokkenheid bij vechtpartijen en van een verkrachting. Voor verkrachting werd Brizzi uiteindelijk niet vervolgd, omdat er te weinig bewijs was. Hij had ook een incassobureau ten dienste van criminelen en later werd hij pooier. Brizzi was ook actief in de illegale sigarettenhandel en werd een van de belangrijkste criminelen van de Noord-Brabantse onderwereld. Verder 'adviseerde' hij ondernemers van horecagelegenheden in Tilburg hem als 'beschermer' van hun bedrijf aan te nemen. Veel bedrijven huurden hem in uit angst voor vernieling of brandstichting.
Begin jaren 90 stapte Brizzi uit de onderwereld en werd hij mede-eigenaar van een Tilburgse sportschool. Hij stak tevens meer tijd in zijn hobby, boksen. Brizzi kreeg problemen met de Belastingdienst en hij verhuisde naar België om de belasting te omzeilen, maar in 1993 verhuisde hij terug naar Nederland en kocht voor ongeveer anderhalf miljoen gulden Villa Dennenhoef in Moergestel. Hij betaalde in Nederland uiteindelijk ongeveer een miljoen gulden aan de Belastingdienst.
Op 26 april 1994 om negen uur 's avonds hielp Brizzi een man die met zijn auto in de modder vastzat voor Brizzi's huis. Diezelfde man bleef die avond bij hem. Toen zijn vrouw Simone om kwart over tien wegging, werd Brizzi door diezelfde man neergeschoten. Bij thuiskomst trof Simone hem gewond op de keukenvloer aan. Brizzi overleed later aan zijn verwondingen. De dader is nooit gevonden, ondanks een beloning van 11.000 euro. In februari 2006 werd het onderzoek voortgezet.